# Jahnsite-(CaMnFe)
La jahnsite-(CaMnFe) è un minerale appartenente al gruppo della jahnsite.